# Cold Ashby
Cold Ashby – wieś w Anglii, w hrabstwie Northamptonshire, w dystrykcie (unitary authority) West Northamptonshire. Leży 19 km na północny zachód od miasta Northampton i 116 km na północny zachód od Londynu. Miejscowość liczy 255 mieszkańców.